# Покорение космоса
«Покорение космоса» — американский научно-фантастический фильм Байрона Хэскина, вышедший 20 апреля 1955 года.

## Сюжет
Будущее. Человечество вышло в космос, построило в нём станцию «Колесо» и приступило к постройке космического корабля для полёта на Луну. Но в самый последний момент командование приказывает поменять курс и вместо Луны лететь на Марс. Многие члены экипажа недовольны приказом. Командующий, генерал Сэмуэл Т. Мерритт, разрывается между долгом и религиозными убеждениям. Тем не менее, корабль стартует. На нём находятся:
- генерал Мерритт;
- капитан Барни Мерритт, его сын;
- сержант Махони (изначально в экипаж включён не был, пробрался на корабль, чтобы передать генералу его зубную щётку);
- Джеки Сигл;
- Рой Купер;
- сержант Имото;
- сержант Андре Фодор;
- Санелла.

В полёте происходит авария, и двое астронавтов выходят наружу с целью ликвидации последствий. В этот момент к кораблю приближается астероид. Корабль уходит, но попадает в метеоритный дождь, в результате чего гибнет Фодор, находящийся снаружи. Генерал лично выходит наружу, чтобы похоронить покойного в космосе. После этого генерал всё сильнее разочаровывается в своей миссии. Вскоре ему становится плохо. Он начинает сходить с ума.
Корабль прилетает на Марс. Генерал принимает окончательное решение уничтожить корабль. Барни застает его за попыткой устроить взрыв. Отец и сын дерутся, и генерал случайно стреляется. После похорон экипаж приступает к научной работе. Выясняется, что Марс вполне пригоден для жизни, но передать об этом на «Колесо» нет возможности. Люди начинают разочаровываться. Махони, старый друг генерала, заражается безумием покойного.
Корабль начинают готовить к взлёту. Чтобы поставить его в необходимую позицию, нужно вырыть яму под ним, но это может обернуться землетрясением. После постановки корабля у героев есть четырнадцать минут на то, чтобы оторваться от Марса и улететь. В самый последний момент им это удаётся. Люди покидают Марс, и их пессимистический настрой сразу прекращается.

## В ролях
- Уолтер Брук — генерал Сэмуэл Т. Мерритт;
- Эрик Флеминг[1] — капитан Барни Мерритт;
- Микки Шонесси — сержант Махони;
- Фил Фостер — Джеки Сигл;
- Уильчм Рэдфилд — Рой Купер;
- Бенсон Фогн — Имото;
- Вито Скотти — Санелла;
- Росс Мартин — Андре Фодор;
- Уильям Хоппер — доктор Джордж Фентон, сотрудник «Колеса»;
- Ифигения Кастильони — мать Фодора

### В титрах не указаны
- Кеи Тин Чунг — японский журналист;
- Рэнд Харпер — пилот;
- Морис Харт — диктор;
- Майк Махони — оператор;

#### Сотрудники «Колеса»
- Джемисон Уорд;
- Боб Темплтон;
- Ричард Шеннон;
- Харви Парри;
- Нейл Морроу;
- Дэн Бартон.

## Факты
- Вдохновителем фильма, стал, возможно, фильм Курта Ньюмана «Ракета ХМ» (1950), где герои так же собирались лететь на Луну, но в последний момент по объективной причине отправлялись на Марс.
- В отличие от многих других подобных фильмов того времени в «Покорении космоса» сильно развиты психологические мотивы.